# Deeksha Seth
Deeksha Seth (Delhi, 14 febbraio 1990) è un'attrice e modella indiana.

## Biografia
Nata nella capitale Delhi, finalista del concorso di Miss India nel 2009, dove ha ottenuto il titolo di Miss Fresh Face. Ha fatto il suo debutto cinematografico nel film Vedam del 2010. Dopo buoni riscontri nel cinema in telegu nel 2011 inizia a recitare in tamil, con il ruolo da protagonista in Rajapattai, mentre nel 2014 è la protagonista di Lekar Hum Deewana Dil, in lingua hindi. Nel 2016 il suo esordio nella recitazione in kannada, con il ruolo da protagonista in Jaggu Dada.
Suo padre lavorava per la ITC limited ed è stato spesso trasferito a diversi parti dell'India, così la sua famiglia è vissuta in varie località dell'India, tra cui Mumbai, Chennai, Kolkata, Rajasthan, Gujarat e Uttar Pradesh e Kathmandu, nonché in Nepal.

## Filmografia
- Vedam, regia di Radha Krishna (2010)
- Mirapakai, regia di Harish Shankar (2011)
- Wanted, regia di B.V.S. Ravi (2011)
- Rajapattai, regia di Susindran (2011)
- Nippu, regia di Gunasekhar (2012)
- Uu Kodathara Ulikki Padathara, regia di Sekhar Raja (2012)
- Rebel, regia di Lawrence Raghavendra (2012)
- Lekar Hum Deewana Dil, regia di Arif Ali (2014)
- Jaggu Dada, regia di Raghavendra Hegde (2016)